# Pomazánkové máslo
Pomazánkové máslo, od roku 2014 oficiálně prodávané jako tradiční pomazánkové, je původní československý mlékárenský výrobek. Jedná se o pomazánku vyráběnou ze zakysané smetany obohacené sušeným mlékem nebo sušeným podmáslím a dále také například solemi, kulturami a škroby, a to tak, že obsahuje z hlediska hmotnosti nejméně 31 % mléčného tuku a 42 % sušiny. 
V České republice jeho obsah právně upravuje vyhláška č. 77/2003. Nemělo by se skládat z rostlinných tuků, proto když deník MF Dnes v roce 2008 odhalil na trhu pomazánková másla s vysokým obsahem rostlinného tuku, udělila veterinární správa výrobci pokutu v řádu sta tisíc korun.
Kromě základní varianty pomazánkového másla se na trhu také objevují varianty z výroby ochucené (například křenové, paprikové, šunkové, …).

## Dějiny
Pomazánkové máslo vzniklo v roce 1977 v Liberecké mlékárně (s nápadem přišel tamní inženýr Ladislav Forman), stalo se oblíbeným a začaly jej vyrábět i další mlékárny. V roce 2012 byly největšími výrobci Madeta a Choceňská mlékárna, přičemž celkově se vyrobilo ročně zhruba 8000 tun.

### Spor s Evropskou komisí
Použití slova máslo neodpovídá evropskému nařízení č. 1234/2007, které jako máslo označuje výrobek s obsahem mléčného tuku 80 až 90 %, respektive 60 až 62 % pro třičtvrtětučné máslo a 39 až 41 % pro polotučné máslo. Zatímco na Slovensku se od názvu nátierkové maslo upustilo a pomazánkové máslo je tam dlouhodobě prodáváno například pod názvy smotanová nátierka nebo roztierateľný tuk, Česká republika podala v roce 2004 žádost o výjimku s odůvodněním, že se jedná o tradiční výrobek. Evropská komise ovšem žádost o výjimku zamítla a v roce 2006 přišla ze Slovenska stížnost, že čeští výrobci unijní pravidlo porušují. Případ se nakonec dostal až k Soudnímu dvoru Evropské unie, ke kterému podala Evropská komise žalobu 25. ledna 2011 a který 18. října 2012 potvrdil, že Česká republika tolerováním pomazánkového másla pod jeho historickým názvem porušuje pravidla. Postižené mlékárny i ministerstvo zemědělství České republiky vyjádřily záměr dále hledat cesty, jak výrobek prodávat pod stávajícím, nebo alespoň hodně podobným jménem, a jak zachovat jeho standardizaci.
Vedení Madety dávalo různými způsoby najevo nespokojenost s verdiktem soudního dvora. Například v říjnu 2012 nechalo na protest proti zákazu v závodě Světového poháru v cyklokrosu v Táboře startovat svého jezdce Petra Dlaska v černém dresu, což odporovalo pravidlům závodu určujícím vzhled dresů jednotlivých týmů. Původně byl upozorněn, že záležitost bude řešena pokutou, ale nakonec byl v druhém kole rozhodčími odvolán z trati a diskvalifikován.
Podle průzkumu agentury STEM/MARK nesouhlasily začátkem listopadu 2012 s přejmenováním pomazánkového másla bezmála dvě třetiny Čechů.
Na Slovensku bylo přitom naopak dlouhodobě i po rozhodnutí Soudního dvora Evropské unie (například v květnu 2014) používání českého názvu pomazánkové máslo tolerováno s tím, že se jedná o cizojazyčný název, na který se slovenské regulace nevztahují.

### Nové jméno
Na počátku roku 2013 ministerstvo zemědělství oznámilo, že v připravované novele vyhlášky se počítá s novým názvem tradiční pomazánkové.
Jihočeská Madeta vyrobila poslední pomazánková másla s tradičním názvem v únoru 2014, přičemž poslední kelímek dostal darem český prezident Miloš Zeman. Choceňská mlékárna přešla na nový název v dubnu 2014, poslední paletu 1800 krabiček dostaly Klokánky – zařízení pro dočasnou péči o děti potřebující bezodkladnou pomoc.
Choceňská mlékárna v souvislosti se změnou názvu zaplatila poměrně rozsáhlou kampaň „Názvy se mění, kvalita zůstává“ a v prvních deseti měsících roku 2014 zvýšila prodej pomazánkového másla meziročně přibližně o desetinu. Výroba pomazánkového másla vzrostla v roce 2014 i celkově a mezi jeho české výrobce přibyla nově také mlékárna Olma.